# Indian Springs (Texas)
Pour les articles homonymes, voir Indian Springs.
Indian Springs est une census-designated place située dans le comté de Polk, dans l’État du Texas, aux États-Unis. Sa population s’élevait à 785 habitants lors du recensement de 2010.